# Prix Saint-Alary
Pour les articles homonymes, voir Alary.
Groupe 2
Le Prix Saint-Alary est une course hippique de plat se déroulant au mois de mai sur l'hippodrome de Longchamp.
Groupe 1 depuis l'introduction du système des courses de groupe, elle est rétrogradée groupe 2 en 2024. La première édition s'est déroulée en 1960, et porte le nom du propriétaire-éleveur Evremond de Saint-Alary. 
Réservée aux pouliches de 3 ans, le Prix Saint-Alary se dispute sur la distance de 2 000 mètres, et son allocation s'élève actuellement à 250 000 €. 

## Palmarès
| Année                         | Vainqueur        | Pays        | Père               | Jockey               | Entraîneur           | Propriétaire            | Deuxième           | Troisième          | Temps   |
| ----------------------------- | ---------------- | ----------- | ------------------ | -------------------- | -------------------- | ----------------------- | ------------------ | ------------------ | ------- |
| 2025                          | Gezora           | France      | Almanzor           | Mickaël Barzalona    | Francis-H. Graffard  | White Birch Farm        | Audubon Park       | Flaming Stone      | 2'04"10 |
| 2024                          | Birthe           | France      | Study of Man       | Aurélien Lemaître    | Laura Vanska         | Alain Jathière          | Almara             | Survie             | 2'07"74 |
| Éditions labellisées Groupe 1 |                  |             |                    |                      |                      |                         |                    |                    |         |
| 2023                          | Jannah Rose      | France      | Frankel            | Christophe Soumillon | Carlos Laffon-Parias | Al Shiraa Farms         | Elusive Princess   | Crown Princesse    | 2'08"37 |
| 2022                          | Above the Curve  | Irlande     | American Pharoah   | Ryan Moore           | Joseph O'Brien       | Coolmore                | Place du Carrousel | Queen Trezy        | 2'06"25 |
| 2021                          | Incarville       | France      | Wootton Basset     | Christophe Soumillon | David Smaga          | Gérard Augustin-Normand | Cirona             | Es La Vida         | 2'10"45 |
| 2020                          | Tawkeel          | France      | Teofilo            | Cristian Demuro      | Jean-Claude Rouget   | Hamdam Al Maktoum       | Magic Attitude     | Solsticia          | 2'01"62 |
| 2019                          | Siyarafina       | France      | Pivotal            | Christophe Soumillon | Alain de Royer-Dupré | S.A. Aga Khan           | Olendon            | Imperial Charm     | 2'06"48 |
| 2018                          | Laurens          | Royaume-Uni | Siyouni            | P.J. Mc Donald       | Karl Burke           | John Dance              | With You           | Soustraction       | 2'08"39 |
| 2017                          | Sobetsu          | Royaume-Uni | Dubawi             | William Buick        | Charlie Appleby      | Godolphin               | Vue Fantastique    | Coronet            | 2'05"92 |
| 2016                          | Jemayel          | France      | Lope de Vega       | Grégory Benoist      | Jean-Claude Rouget   | Al Shaqab Racing        | Camprock           | Hawksmoor          | 2'07"93 |
| 2015                          | Queen's Jewel    | France      | Pivotal            | Maxime Guyon         | Freddy Head          | Wertheimer & Frère      | Wekeela            | Olorda             | 2'00"87 |
| 2014                          | Vazira           | France      | Sea the Stars      | Christophe Soumillon | Alain de Royer-Dupré | S.A. Aga Khan           | Bereni Ka          | Lady Penko         | 2'08"45 |
| 2013                          | Silasol          | France      | Monsun             | Olivier Peslier      | Carlos Laffon-Parias | Wertheimer & Frère      | Altérité           | Ferevia            | 2'10"53 |
| 2012                          | Sagawara         | France      | Shamardal          | Christophe Lemaire   | Alain de Royer-Dupré | S.A. Aga Khan           | Rjwa               | Forces of Darkness | 2'04"37 |
| 2011                          | Wavering         | France      | Refuse to Bend     | Mickaël Barzalona    | André Fabre          | Godolphin               | Epic Love          | Nonsuch Way        | 2'05"80 |
| 2010                          | Sarafina         | France      | Refuse to Bend     | Gérald Mossé         | Alain de Royer-Dupré | S.A. Aga Khan           | Deluxe             | Hibaayeb           | 2'04"10 |
| 2009                          | Stacelita        | France      | Monsun             | Christophe Lemaire   | Jean-Claude Rouget   | Ecurie Monastic         | Article Rare       | Ana Americana      | 2'10"70 |
| 2008                          | Belle et Célèbre | France      | Peintre Célèbre    | Christophe Lemaire   | Alain de Royer-Dupré | Gilles Forien           | Gagnoa             | Proviso            | 2'10"00 |
| 2007                          | Coquerelle       | France      | Zamindar           | Christophe Lemaire   | Jean-Claude Rouget   | Ecurie des Monceaux     | Believe Me         | Anabaa's Creation  | 2'11"10 |
| 2006                          | Germance         | France      | Silver Hawk        | Ioritz Mendizabal    | Jean-Claude Rouget   | Nelson Radwan           | Sanaya             | Alix Road          | 2'05"10 |
| 2005                          | Vadawina         | France      | Unfuwain           | Christophe Soumillon | André Fabre          | S.A. Aga Khan           | Argentina          | Perfect Hedge      | 2'02"80 |
| 2004                          | Ask For The Moon | France      | Dr Fong            | Ioritz Mendizabal    | Jean-Claude Rouget   | Jean-Pierre Dubois      | Asti               | Agatas             | 2'05"10 |
| 2003                          | Fidélité         | France      | In the Wings       | Olivier Peslier      | Christiane Head      | Wertheimer & Frère      | Hi Dubaï           | Arvada             | 2'06"30 |
| 2002                          | Marotta          | France      | Highest Honor      | Thierry Jarnet       | Richard Gibson       | Mme A. Oppenheimer      | Bright Sky         | Summertime Legacy  | 2'03"00 |
| 2001                          | Nadia            | France      | Nashwan            | Dominique Bœuf       | Carlos Laffon-Parias | Maktoum Al Maktoum      | Mare Nostrum       | Choc Ice           | 2'08"60 |
| 2000                          | Rêve d'Oscar     | France      | Highest Honor      | Alain Badel          | Myriam Bollack-Badel | Mme de Chatelperron     | Folie Danse        | Hidalguia          | 2'08"00 |
| 1999                          | Cerulean Sky     | France      | Darshaan           | Sylvain Guillot      | Robert Collet        | Richard-C. Strauss      | Juvenia            | Visionnaire        | 2'06"30 |
| 1998                          | Zainta           | France      | Kahyasi            | Gérald Mossé         | Alain de Royer-Dupré | S.A. Aga Khan           | Loving Claim       | Good Enough        | 2'03"20 |
| 1997                          | Brillance        | France      | Priolo             | Olivier Peslier      | Pascal Bary          | Ecurie Skymarc Farm     | Fleeting Glimpse   | Gazelle Royale     | 2'09"00 |
| 1996                          | Luna Wells       | France      | Sadler's Wells     | Thierry Jarnet       | André Fabre          | Jean-Luc Lagardère      | Miss Tahiti        | Ecoute             | 2'13"60 |
| 1995                          | Muncie           | France      | Sadler's Wells     | Olivier Peslier      | André Fabre          | Daniel Wildenstein      | Marble Falls       | Secret Quest       | 2'08"70 |
| 1994                          | Moonlight Dance  | France      | Alysheba           | Thierry Jarnet       | André Fabre          | Daniel Wildenstein      | Three Angels       | Mrs Arkada         | 2'08"30 |
| 1993                          | Intrepidity      | France      | Sadler's Wells     | Thierry Jarnet       | André Fabre          | Cheikh Al Maktoum       | Dancienne          | Accomodating       | 2'04"80 |
| 1992                          | Rosefinch        | France      | Blushing Groom     | Steve Cauthen        | André Fabre          | Cheikh Al Maktoum       | Jolypha            | Verveine           | 2'05"00 |
| 1991                          | Treble           | France      | Riverman           | Freddy Head          | Christiane Head      | E.-L. Stephenson        | Polemic            | Louve Romaine      | 2'08"40 |
| 1990                          | Air de Rien      | France      | Elegant Air        | Alain Badel          | Myriam Bollack-Badel | J.Beres                 | Louve Bleue        | Qirmazi            | 2'04"00 |
| 1989                          | Behera           | France      | Mill Reef          | Alain Lequeux        | Alain de Royer-Dupré | S.A. Aga Khan           | Louveterie         | Lady in Silver     | 2'02"10 |
| 1988                          | Rivière d'Or     | France      | Lyphard            | Gary Moore           | Christiane Head      | Jacques Wertheimer      | Norland            | Resless Kara       | 2'05"20 |
| 1987                          | Indian Skimmer   | Royaume-Uni | Storm Bird         | Steve Cauthen        | Henry Cecil          | Cheikh Al Maktoum       | Prepaid            | Grecian Urn        | 2'10"10 |
| 1986                          | Lacovia          | France      | Majestic Light     | Freddy Head          | François Boutin      | Gerry Oldham            | Secret Form        | Barger             | 2'06"70 |
| 1985                          | Fitnah           | France      | Kris               | Freddy Head          | Christiane Head      | Miss H. Al Maktoum      | Purchasepaperchase | Persona            | 2'04"70 |
| 1984                          | Grise Mine       | France      | Crystal Palace     | Yves Saint-Martin    | André Fabre          | Guy de Rothschild       | Northern Trick     | Pampa Bella        | 2'12"20 |
| 1983                          | Smuggly          | France      | Caro               | Alain Badel          | Olivier Douieb       | Edward Seltzer          | Sharaya            | Escaline           | 2'19"70 |
| 1982                          | Harbour          | France      | Arctic Tern        | Freddy Head          | Christiane Head      | Ecurie Aland            | All Along          | Perlee             | 2'20"10 |
| 1981                          | Tootens          | France      | Northfields        | Georges Doleuze      | Edouard Bartholomew  | Cora Lynch              | Tropicaro          | Last Love          | 2'15"10 |
| 1980                          | Paranete         | France      | King Of The Castle | Alfred Gibert        | Mitri Saliba         | Mahmoud Fustok          | Safita             | Benicia            | 2'04"80 |
| 1979                          | Three Troikas    | France      | Lyphard            | Freddy Head          | Christiane Head      | Ghislaine Head          | Pitasia            | Salpinx            | 2'04"90 |
| 1978                          | Reine de Saba    | France      | Lyphard            | Freddy Head          | Alec Head            | Jacques Wertheimer      | Lys River          | A Thousand Stars   | 2'12"10 |
| 1977                          | Madelia          | France      | Caro               | Yves Saint-Martin    | Angel Penna, Sr.     | Daniel Wildenstein      | Beaune             | Sanedtki           | 2'10"70 |
| 1976                          | Riverqueen       | France      | Luthier            | Freddy Head          | Alec Head            | Christian Datessen      | Theia              | Antrona            | 2'07"10 |
| 1975                          | Nobiliary        | France      | Vaguely Noble      | Lester Piggott       | Maurice Zilber       | Nelson Bunker Hunt      | Lighted Glory      | Foiled Again       | 2'03"20 |
| 1974                          | Comtesse de Loir | France      | Val De Loir        | Jean-Claude Desaint  | John Cunnington      | George Ohrstrom         | Hippodamia         | La Tulipe          | 2'05"40 |
| 1973                          | Dahlia           | France      | Vaguely Noble      | Bill Pyers           | Maurice Zilber       | Nelson Bunker Hunt      | Virunga            | Kashara            | 2'10"40 |
| 1972                          | Prodice          | France      | Prominer           | Alfred Gibert        | Domingo Perea        | Mme A. Bollack          | Lady Jones         | Paysanne           | 2'13"20 |
| 1971                          | Pistol Packer    | France      | Gun Bow            | Freddy Head          | Alec Head            | Ghislaine Head          | Brainstorm         | Pink Pearl         | 2'16"30 |
| 1970                          | Lalika           | France      | Le Fabuleux        | Jacky Taillard       | Alec Head            | Mme Wertheimer          | Niamara            | Vela               | 2'11"20 |
| 1969                          | Saraca           | France      | Shantung           | Yves Saint-Martin    | François Mathet      | A. Plesch               | Koblenza           | Vigia              | 2'13"20 |
| 1967                          | Tidra            | France      | Prince Taj         | Freddy Head          | Alec Head            | F.-W. Burmann           | Fix The Date       | Astuce             | 2'07"20 |
| 1966                          | Tonnera          | France      | Wild Risk          | Yves Saint-Martin    | François Mathet      | François Dupré          | Magna Viva         | Kaliopi            | 2'05"80 |
| 1965                          | Scala            | France      | Krakatao           |                      | Geoffrey Watson      | Guy de Rothschild       | Yami               | Cassette           | 2'10"30 |
| 1964                          | Belle Sicambre   | France      | Sicambre           |                      | C.-W. Bartholomew    |                         | Rajput Princess    | Vertueuse          | 2'12"10 |
| 1963                          | Cervinia         | France      | Phil Drake         | Freddy Palmer        | Alec Head            | S.A. Aga Khan           | Golden Girl        | Chutney            | 2'06"70 |
| 1962                          | La Sega          | France      | Tantieme           | Yves Saint-Martin    | François Mathet      | François Dupré          | Gaspesie           | Ouananiche         | 2'06"90 |
| 1961                          | Solitude         | France      | Nosca              | Yves Saint-Martin    | François Mathet      | François Dupré          | Hermieres          | Belle Shika        | 2'05"30 |
| 1960                          | La Motte         | France      | Nordiste           | Freddy Palmer        | Georges Bridgland    |                         | Lezghinka          | Toscanella         | 2'06"50 |